# Aphilodon longipes
Aphilodon longipes är en mångfotingart som beskrevs av Lawrence 1955. Aphilodon longipes ingår i släktet Aphilodon och familjen Aphilodontidae. Inga underarter finns listade i Catalogue of Life.